# Britische Klasse 180
Die Dieseltriebzüge der britischen Klasse 180 wurden für den schnellen Fernverkehr auf nicht elektrifizierten Strecken in Großbritannien beschafft. Hersteller Alstom baute 2000/2001 vierzehn Fünfwagenzüge für die Bahngesellschaft First Great Western (FGW), die sie unter dem Namen Adelante auf der Great Western Main Line von London Paddington nach Westen einsetzte. Gemeinsam mit den Regionalzügen der Klasse 175 bilden sie die Coradia-1000-Familie.

## Geschichte
Für Taktverdichtungen auf ihrer Hauptstrecke, der Great Western Main Line, benötigte First Great Western neben den vorhandenen High Speed Trains weitere 200 km/h schnelle Züge. Alstom erhielt den Auftrag, 14 Fünfwagenzüge im Wert von rund 75 Millionen Pfund zu liefern. Sie wurden in Washwood Heath endmontiert. Das erste Fahrzeug wurde am 18. April 2000 vorgestellt, der Fahrgasteinsatz konnte nach Verzögerungen schließlich im Dezember 2001 beginnen. Aufgrund zu geringer Zuverlässigkeit stellte First Great Western die meisten Züge ab Frühjahr 2008 außer Dienst und gab sie dem Leasingunternehmen Angel Trains zurück. Angel Trains verleaste die Adelante darauf an andere Bahngesellschaften.
Drei Fahrzeuge gelangten zu Northern Trains, die sie bis 2011 einsetzte. Anschließend wurden die Triebzüge modernisiert und gingen an FGW zurück. Vier Züge wurden von Hull Trains eingesetzt, die sie später an East Midlands Trains weitergab.
Bei der Grand Central Railway gingen bis 2010 fünf Fahrzeuge in den Fahrgastbetrieb. 2017 wurden weitere fünf Züge von FGW übernommen, sodass der Bestand nun zehn Fahrzeuge umfasst.
Die übrigen vier Züge (109, 110, 111, 113) gelangten ab Dezember 2020 zur East Midlands Railway, wofür sie eine auberginefarbene Lackierung erhielten. Sie überbrückten die Zeit bis zur Auslieferung der Klasse 810 Aurora und wurden zwischenzeitlich ausgemustert.

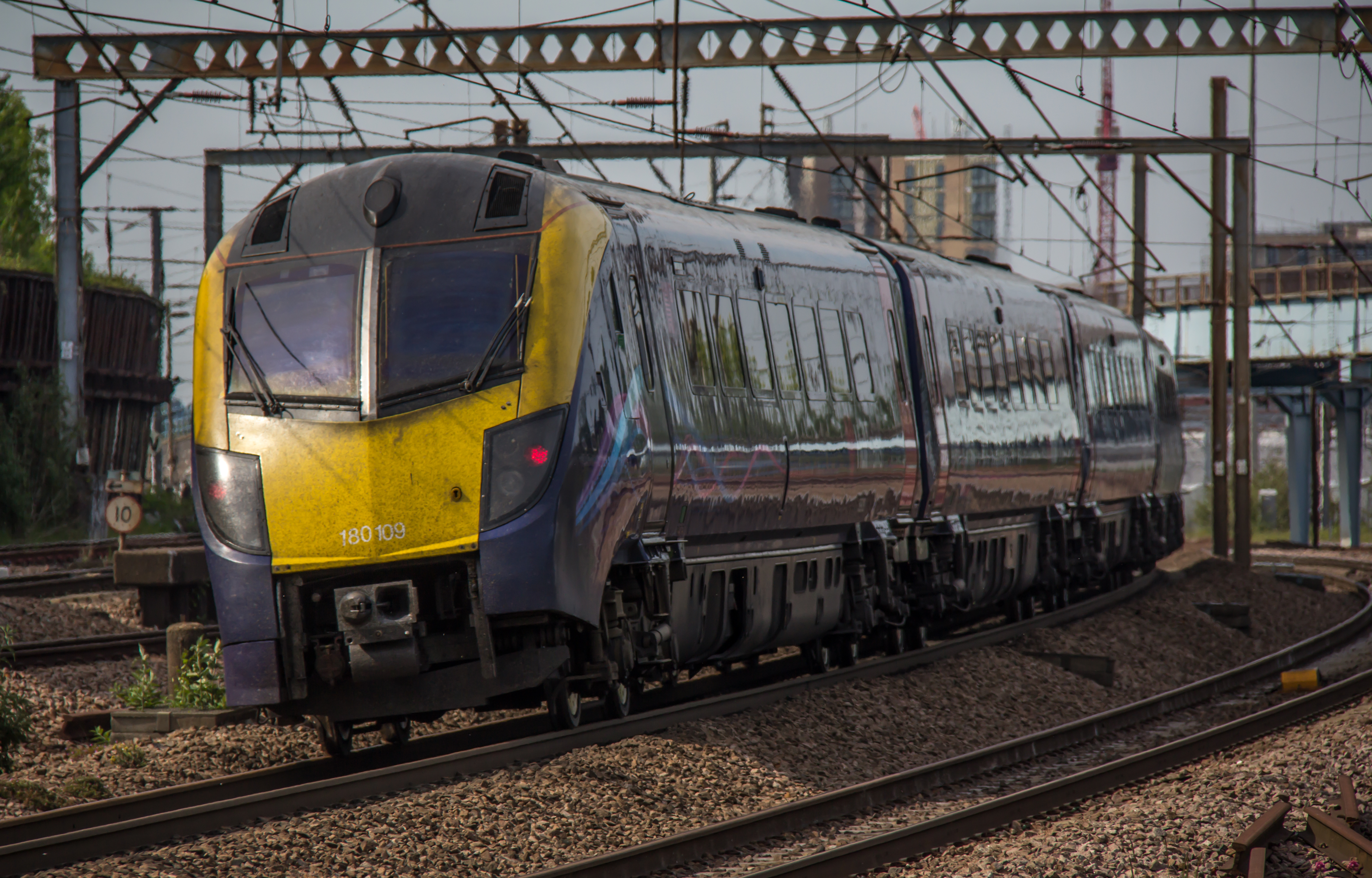
Adelante im Dienst von Hull Trains
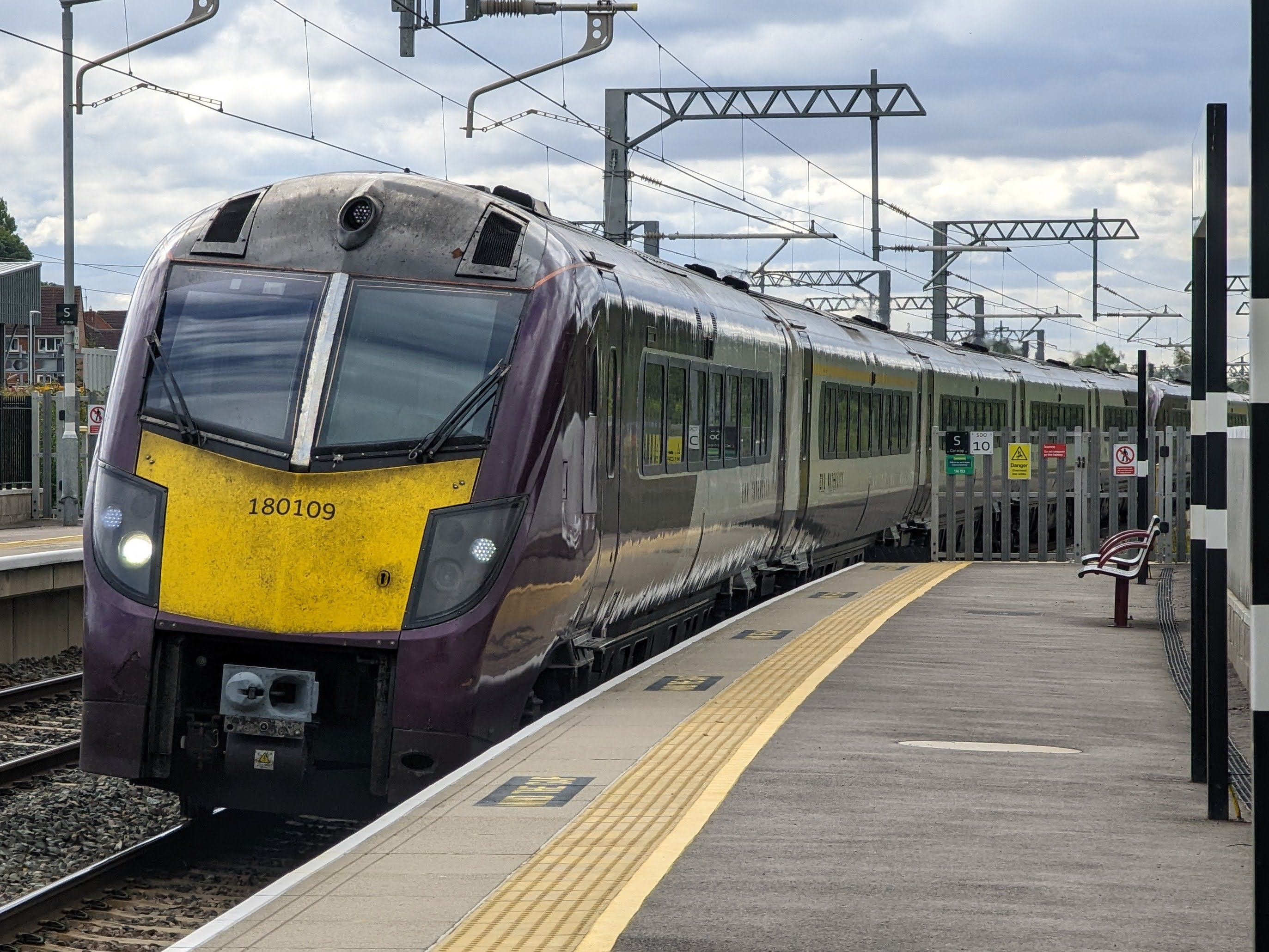
Adelante in der Farbgebung der East Midlands Railway

## Technik
Alle Wagen sind angetrieben. Beide Radsätze eines der beiden Drehgestelle werden dieselhydraulisch von einem 559 kW leistenden Cummins-Dieselmotor der Bauart QSK19 angetrieben. Das Turbogetriebe hat drei Gänge. Ein Retarder kann verschleißfrei eine Bremsleistung von 420 kW (kurzzeitig 750 kW) aufbringen. Turbogetriebe und Radsatzgetriebe sind mit Gelenkwellen verbunden.
Es sind 256 Sitzplätze vorhanden, darunter 41 Plätze der 1. Klasse. Bei Bedarf können zwei Fahrzeuge in Doppeltraktion verkehren.